# Schermen op de Paralympische Zomerspelen 2012
Rolstoelschermen is een van de sporten die beoefend werden op de Paralympische Zomerspelen 2012 in Londen. De wedstrijden werden gehouden van 4 tot en met 8 september in het ExCeL Centre. Er werden 12 competities geschermd, 7 voor mannen en 5 voor vrouwen. De competities werden ingedeeld in twee categorieën:
- categorie A voor sporters die hun torso vlot kunnen bewegen en wier aandoening de schermarm niet beïnvloedt,
- categorie B voor sporters wier aandoening de bewegingsvrijheid van de torso en/of de schermarm beïnvloedt.

## Deelnemende landen
| - Argentinië (1) - Brazilië (1) - Canada (2) - China (9) - Frankrijk (11) - Duitsland (1) | - Griekenland (4) - Hongarije (8) - Hongkong (8) - Irak (1) - Italië (5) - Koeweit (1) | - Macau (1) - Maleisië (1) - Oekraïne (7) - Oostenrijk (1) - Polen (10) - Rusland (12) | - Spanje (1) - Thailand (1) - Verenigd Koninkrijk (7) - Verenigde Staten (6) - Wit-Rusland (5) - Zuid-Korea (1) |

## Kalender
Legenda: Blauw = rechtstreekse uitschakeling en finales
| Onderdeel      | 4     | 5     | 6     | 7    | 8    | Totaal |
| -------------- | ----- | ----- | ----- | ---- | ---- | ------ |
| Degen mannen   |       | A + B |       |      |      | 2      |
| Floret mannen  | A + B |       |       |      | team | 3      |
| Sabel mannen   |       |       | A + B |      |      | 2      |
| Degen vrouwen  |       | A + B |       | team |      | 3      |
| Floret vrouwen | A + B |       |       |      |      | 2      |
| Totaal         | 4     | 4     | 2     | 1    | 1    | 12     |

## Medailles

### Mannen
| Onderdeel     | Goud | Goud                             | Zilver | Zilver                                         | Brons | Brons                                        |
| ------------- | ---- | -------------------------------- | ------ | ---------------------------------------------- | ----- | -------------------------------------------- |
| Degen cat. A  | POL  | Dariusz Pender                   | FRA    | Romain Noble                                   | ITA   | Matteo Betti                                 |
| Degen cat. B  | BRA  | Jovane Guissone                  | HKG    | Chik Sum Tam                                   | FRA   | Alim Latreche                                |
| Floret cat. A | CHN  | Ru-Yi Ye                         | CHN    | Yijun Chen                                     | HUN   | Richard Osvath                               |
| Floret cat. B | CHN  | Daoliang Hu                      | UKR    | Anton Datsko                                   | FRA   | Alim Latreche                                |
| Floret team   | CHN  | Yi Jun Chen Ru Yi Ye Diaolang Hu | FRA    | Ludovic Lemoine Damien Tokatlian Alim Latreche | HKG   | Wing Kan Chan Tang Tat Wong Ting Ching Chung |
| Sabel cat. A  | CHN  | Yijun Chen                       | CHN    | Jianquan Tian                                  | HKG   | Wing Kin Chan                                |
| Sabel cat. B  | POL  | Grzegorz Pluta                   | FRA    | Marc Cratere                                   | ITA   | Alessio Sarri                                |

### Vrouwen
| Onderdeel     | Goud | Goud                        | Zilver | Zilver                                  | Brons | Brons                                   |
| ------------- | ---- | --------------------------- | ------ | --------------------------------------- | ----- | --------------------------------------- |
| Degen cat. A  | HKG  | Chui Yee Yu                 | HUN    | Zsuzsanna Krajnyak                      | CHN   | Baili Wu                                |
| Degen cat. B  | THA  | Saysunee Jana               | GER    | Simone Briese-Baetke                    | HKG   | Yui Chong Chan                          |
| Degen team    | CHN  | Jing Rong Baili Wu Fang Yao | HUN    | Vera Juhasz Zsuzsa Krajnyak Gyongy Dani | HKG   | Pui Shan Fan Chui Yee Yu Yui Chong Chan |
| Floret cat. A | HKG  | Chui Yee Yu                 | CHN    | Bailli Wu                               | HUN   | Zsuzsanna Krajnyak                      |
| Floret cat. B | CHN  | Fang Yao                    | HUN    | Gyongyi Dani                            | POL   | Marta Makowska                          |

## Medaillespiegel
| Plaats | Land      | NPC    | Goud | Zilver | Brons | Totaal |
| 1      | China     | CHN    | 6    | 3      | 1     | 10     |
| 2      | Hongkong  | HKG    | 2    | 1      | 4     | 7      |
| 3      | Polen     | POL    | 2    | 0      | 1     | 3      |
| 4      | Brazilië  | BRA    | 1    | 0      | 0     | 1      |
| 4      | Thailand  | THA    | 1    | 0      | 0     | 1      |
| 6      | Hongarije | HUN    | 0    | 3      | 2     | 5      |
| 6      | Frankrijk | FRA    | 0    | 3      | 2     | 5      |
| 8      | Oekraïne  | UKR    | 0    | 1      | 0     | 1      |
| 8      | Duitsland | GER    | 0    | 1      | 0     | 1      |
| 10     | Italië    | ITA    | 0    | 0      | 2     | 2      |
| Totaal | Totaal    | Totaal | 12   | 12     | 12    | 36     |